# Kaba-földesi gyepek
Kaba-földesi gyepek este o arie protejată (arie specială de conservare — SAC, sit de importanță comunitară — SCI) din Ungaria întinsă pe o suprafață de 5.079,5 ha, integral pe uscat.

## Localizare
Centrul sitului Kaba-földesi gyepek este situat la coordonatele 47°19′04″N 21°14′51″E / 47.317778°N 21.2475°E.

## Înființare
Situl Kaba-földesi gyepek a fost declarat sit de importanță comunitară în mai 2004 pentru a proteja 1 specie de plante și 9 specii de animale. Situl a fost protejat și ca arie specială de conservare în februarie 2010.

## Biodiversitate
Situată în ecoregiunea panonică, aria protejată conține 2 habitate naturale: Stepe și mlaștini sărate panonice, Pajiști stepice panonice pe loess.
La baza desemnării sitului se află mai multe specii protejate:
- plante (1): Cirsium brachycephalum
- amfibieni (2): buhai de baltă cu burta roșie (Bombina bombina), triton cu creastă dobrogean (Triturus dobrogicus)
- mamifere (3): vidră de râu (Lutra lutra), dihor de stepă (Mustela eversmanii), popândău (Spermophilus citellus)
- nevertebrate (2): rădașcă (Lucanus cervus), fluturele purpuriu (Lycaena dispar)
- pești (1): țipar (Misgurnus fossilis)
- reptile (1): țestoasa de baltă (Emys orbicularis)

Pe lângă speciile protejate, pe teritoriul sitului au mai fost identificate 1 specie de plante, 2 specii de amfibieni.